# عظمت‌گره
عظمت‌گره (به انگلیسی: Azmatgarh) یک منطقهٔ مسکونی در هند است که در شهرستان اعظم‌گره واقع شده‌است.

## خصوصیات
عظمت‌گره ۱۲۲ کیلومترمربع مساحت و ۱۳٬۴۸۳ نفر جمعیت دارد.